# Los internacionales
Los internacionales es una serie de televisión argentina-colombiana de drama y crimen que consta de 8 episodios. La ficción cuenta la historia de una banda de ladrones colombianos que deciden viajar a Argentina para llevar adelante robos y desmantelar los bienes de una sociedad en llamas durante la crisis política y económica del 2001. La serie comenzó su rodaje en octubre del 2019 y su primer episodio se estrenó el 20 de mayo de 2020 por Telefe.
La serie estuvo protagonizada por Cecilia Roth y Juan Pablo Shuk. Coprotagonizada por Rafael Ferro, Camilo Amores, Sebastián Osorio, Rami Herrera,  Christian Vega, Laura Perico y Carlos Santamaría. También, contó con las actuaciones especiales de Gustavo Garzón y los primeros actores Soledad Silveyra y Boy Olmi. Y las participaciones de Susana Varela y Ramiro Lucci como actores invitados.

## Sinopsis
Se centra en una banda de ladrones colombianos que deciden viajar a Argentina para llevar adelante robos en departamentos y casas, haciéndose de importantes botines de dinero y joyas, y transformándose así en una leyenda.

## Elenco

### Principal
- Cecilia Roth como Marta Costas
- Juan Pablo Shuk como Fausto Montalbán

### Secundario
- Rafael Ferro como Carlos Castillo
- Camilo Amores como Mario Apunza
- Sebastián Osorio como Walter Bedoya
- Rami Herrera como Jennifer Bentacur
- Christian Vega como Tino Montero
- Laura Perico como Mafe García
- Carlos Santamaría como Luis Ortiz Basualdo
- Boy Olmi como Atilio Mendizabal
- Gustavo Garzón como León Romero
- Susana Varela como Susy Álvarez
- Ramiro Lucci como Nicolás Ortiz Basualdo
- Ailín Zaninovich como Brenda Di Lorenzo

### Participaciones
- Juan Minujín como Maximiliano
- Soledad Silveyra como Justina
- Nancy Dupláa como Claudia
- Laurita Fernández como Valeria
- Alejo García Pintos como el Escribano Manzur
- Esteban Meloni como Hernán
- Marcelo Peralta como Cacique

## Episodios
| N.º | Título       | Dirigido por    | Escrito por                                       | Fecha de emisión original | Audiencia (millones) |
| --- | ------------ | --------------- | ------------------------------------------------- | ------------------------- | -------------------- |
| 1   | «Capítulo 1» | Martín Hodara   | Martín Méndez, Bruno Luciani y Luciana Porchietto | 20 de mayo de 2020        | 7.2                  |
| 2   | «Capítulo 2» | Martín Hodara   | Martín Méndez, Bruno Luciani y Luciana Porchietto | 27 de mayo de 2020        | 5.6                  |
| 3   | «Capítulo 3» | Pablo Vázquez   | Martín Méndez, Bruno Luciani y Luciana Porchietto | 3 de junio de 2020        | 4.4                  |
| 4   | «Capítulo 4» | Pablo Vázquez   | Martín Méndez, Bruno Luciani y Luciana Porchietto | 10 de junio de 2020       | 4.1                  |
| 5   | «Capítulo 5» | Pablo Vázquez   | Martín Méndez, Bruno Luciani y Luciana Porchietto | 17 de junio de 2020       | 3.4                  |
| 6   | «Capítulo 6» | Pablo Ambrosini | Martín Méndez, Bruno Luciani y Luciana Porchietto | 24 de junio de 2020       | 4.1                  |
| 7   | «Capítulo 7» | Pablo Ambrosini | Martín Méndez, Bruno Luciani y Luciana Porchietto | 1 de julio de 2020        | 3.5                  |
| 8   | «Capítulo 8» | Pablo Ambrosini | Martín Méndez, Bruno Luciani y Luciana Porchietto | 8 de julio de 2020        | 4.7                  |

## Desarrollo

### Producción
En marzo de 2018, se oficializó un acuerdo entre Telefe y Media Pro para producir una serie titulada Los internacionales, estableciendo como lacaciones de rodaje España, Colombia y Argentina. En mayo del mismo año, Viacom International Studios presentó, entre varios proyectos en desarrollos, a Los internacionales como una futura ficción para Telefe y que estaría basada en el best seller La conexión Bogotá, con la producción de Media Pro y la dirección de Martin Hodara. Asimismo, se anunció que los papeles principales de la serie estarían a cargo Juan Pablo Shuk y Cecilia Roth.
En octubre de 2019, se anunció que el rodaje de la ficción había comenzado en la ciudad de Bogotá, Colombia, y que continuó en diciembre de ese mismo año en la Ciudad de Buenos Aires, Argentina. Además, se confirmó que sería transmitida también por Cablevisión Flow y que el elenco se completó con los actores Rafael Ferro, Boy Olmi, Carlos Santamaría, Gustavo Garzón, Rami Herrera, Sebastián Osorio, Camilo Amores, Christian Vega, Laura Perico y Susana Varela, y las participaciones especiales de Juan Minujín, Nancy Dupláa y Soledad Silveyra. En enero de 2020, se anunció que finalizó el rodaje de la producción, que tiene previsto como fecha de estreno en mayo de 2020 por Telefe y on demand a través de Flow.

## Recepción

### Comentarios de la crítica
La serie recibió críticas medianamente positivas, ya sea por su trama y por las actuaciones de los dos protagonistas. El periodista César Pradines de Clarín afirmó que: «desde el primer momento hay un esfuerzo evidente en el guión de describir con claridad el modo en el que esta banda trabaja y sus códigos», agregando que hay: «un elenco importante y equilibrado, en el que Shuk parece construir el personaje de un ladrón sensible y Roth, el de una fría fiscal».
Por su parte, Natalia Trzenko de La Nación dio a la serie una calificación regular, ya que presenta un dilema del protagonista para el espectador, mostrándolo como antihéroe, y a su vez como un criminal vanagloriado, lo que marca: «una herida abierta que el punto de vista narrativo de Los internacionales parece no tener en cuenta», pero si resaltó que la serie cuenta «con un diseño de producción a la altura» y que Shuk ofrece una «interpretación con una notable sensibilidad».

### Premios y nominaciones
| Lista de premios y nominaciones | Lista de premios y nominaciones | Lista de premios y nominaciones | Lista de premios y nominaciones | Lista de premios y nominaciones | Lista de premios y nominaciones | Lista de premios y nominaciones |
| Año                             | Organización                    | Categoría                       | Nominado/a (s)                  | Resultado                       | Ref(s)                          |                                 |
| ------------------------------- | ------------------------------- | ------------------------------- | ------------------------------- | ------------------------------- | ------------------------------- | ------------------------------- |
| 2020                            | Produ Awards                    | Mejor miniserie                 | Los internacionales             | Nominado                        | [ 17 ]                          |                                 |
| 2021                            | Premios Cóndor de Plata         | Mejor actriz                    | Cecilia Roth                    | Nominada                        | [ 18 ]                          |                                 |